# Feodor al II-lea al Rusiei
Feodor al II-lea Borisovici Godunov al Rusiei (rusă Фёдор II Борисович), (n. 1589, Moscova, Țaratul Rusiei – d. 20 iunie 1605, Kremlinul, Moscova, Rusia)  a fost țar al Rusiei (1605) în timpul perioadei Timpurile tulburi. S-a născut la Moscova și a fost fiul țarului Boris Godunov. Mama lui a fost Maria Grigorievna Skuratova-Belskaya, (d.1605), una dintre fiicele lui Maliuta Skuratov (d. 1573), favoritul țarului Ivan cel Groaznic.
La moartea tatălui său, Feodor era un tânăr de 16 ani, robust și educat. Boierii care acceptaseră autoritatea lui Boris Godunov au refuzat să-i jure credință tânărului Feodor al II-lea, unii dintre ei preferând să-i acorde sprijin Falsului Dmitri.
În iunie 1605, în timp ce trupele impostorului se apropiau de Moscova, un grup de boieri au pus stăpânire pe oraș și l-au arestat pe țar. Feodor și mama sa au fost uciși la scurt timp, la ordinele impostorului. Patriarhul Job, un apropiat al tatălui lui Feodor, a fost destituit și porțile orașului s-au deschis pentru primirea Falsului Dmitri.
1. ↑  Czech National Authority Database, accesat în 1 martie 2022